# Jerome Cadier
Jerome Cadier (São Paulo , 25 de fevereiro de 1950) é um engenheiro brasileiro. Em maio de 2017, Cadier se tornou CEO  da Latam no Brasil.